# گینزبورو ۸۲۳۶
سیارک ۸۲۳۶ (به انگلیسی: 8236 Gainsborough، نامگذاری:4040P-L) هشت هزار و دویست و سی و ششمین سیارک کشف شده‌است که در ۲۴ سپتامبر ۱۹۶۰ کشف شد.
قدر مطلق سیارک برابر ۱۴٫۳۰ است.